# Argynnis paphia
La pafia o Tabacco di Spagna o Fritillaria (Argynnis paphia (Linnaeus, 1758)) è una farfalla appartenente alla famiglia delle Ninfalidi.

## Descrizione

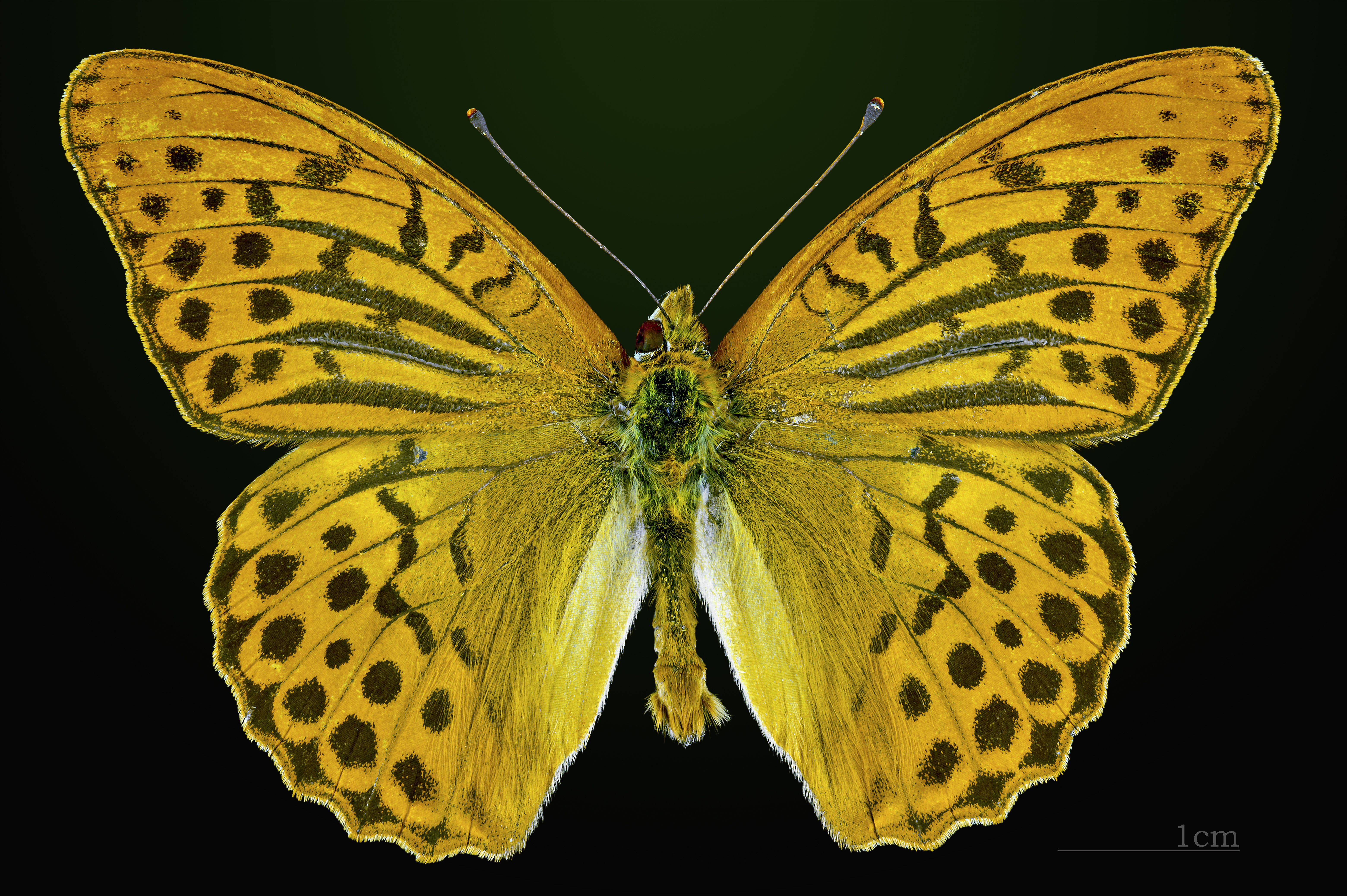
♂
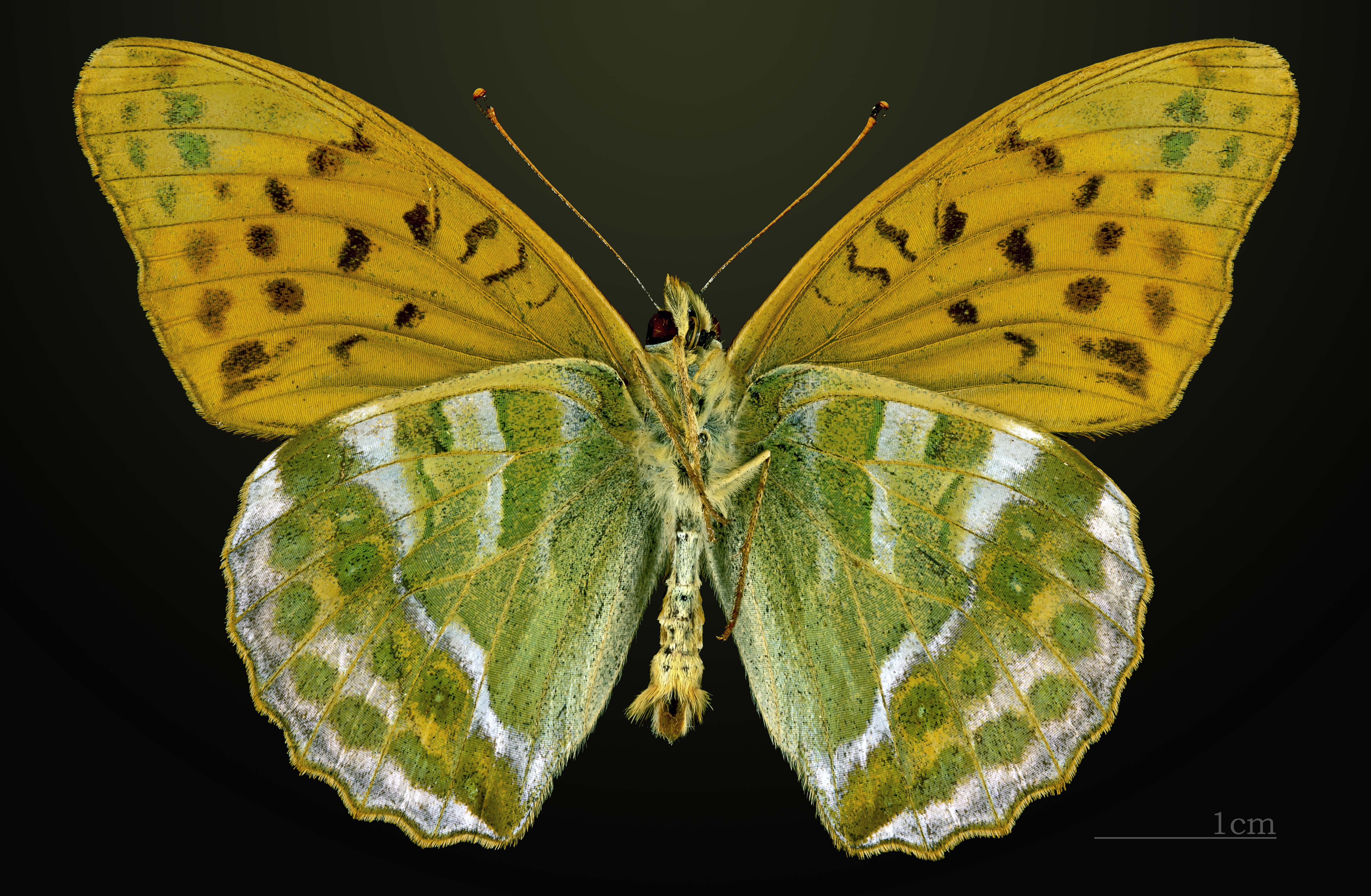
△ ♂
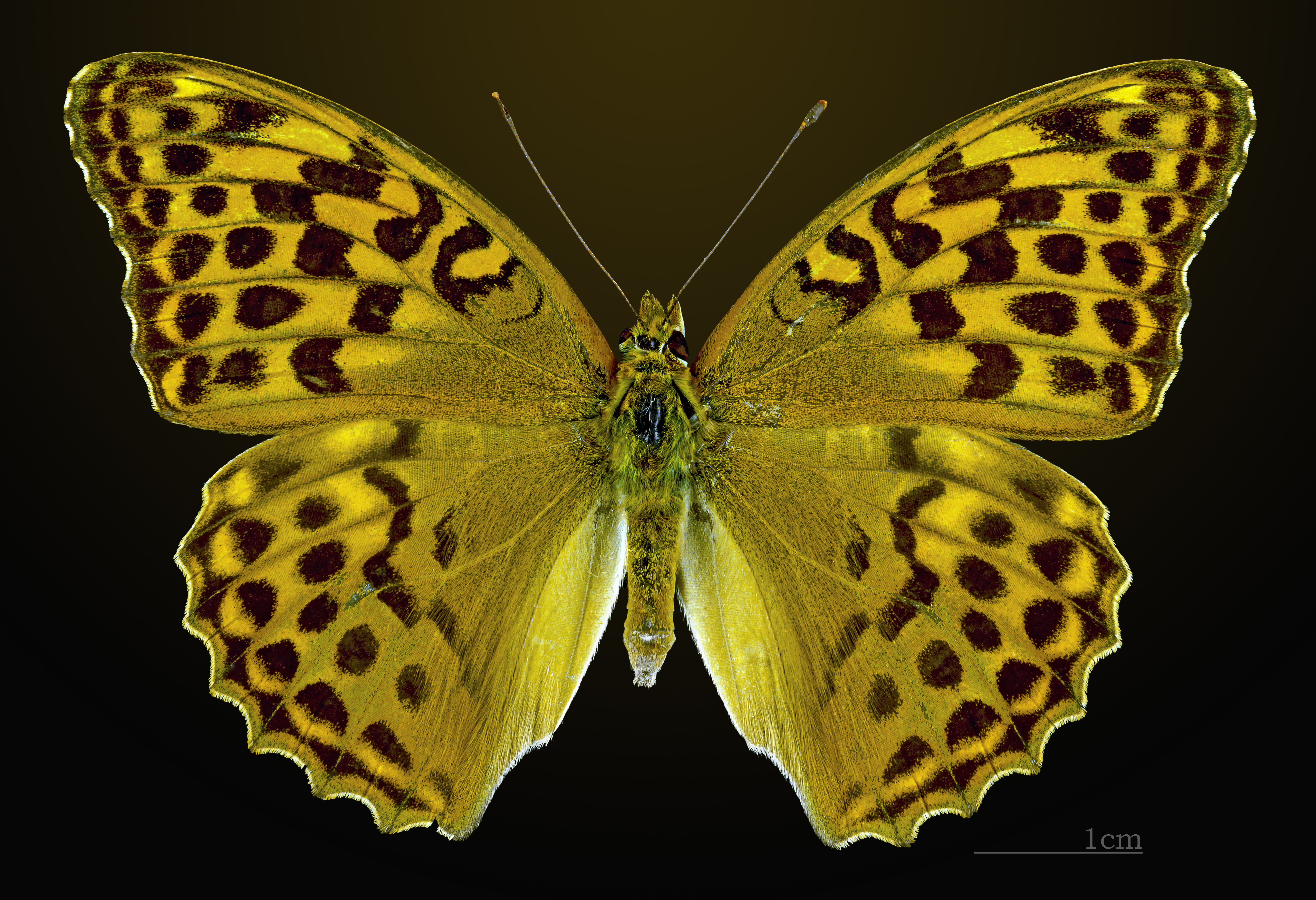
♀
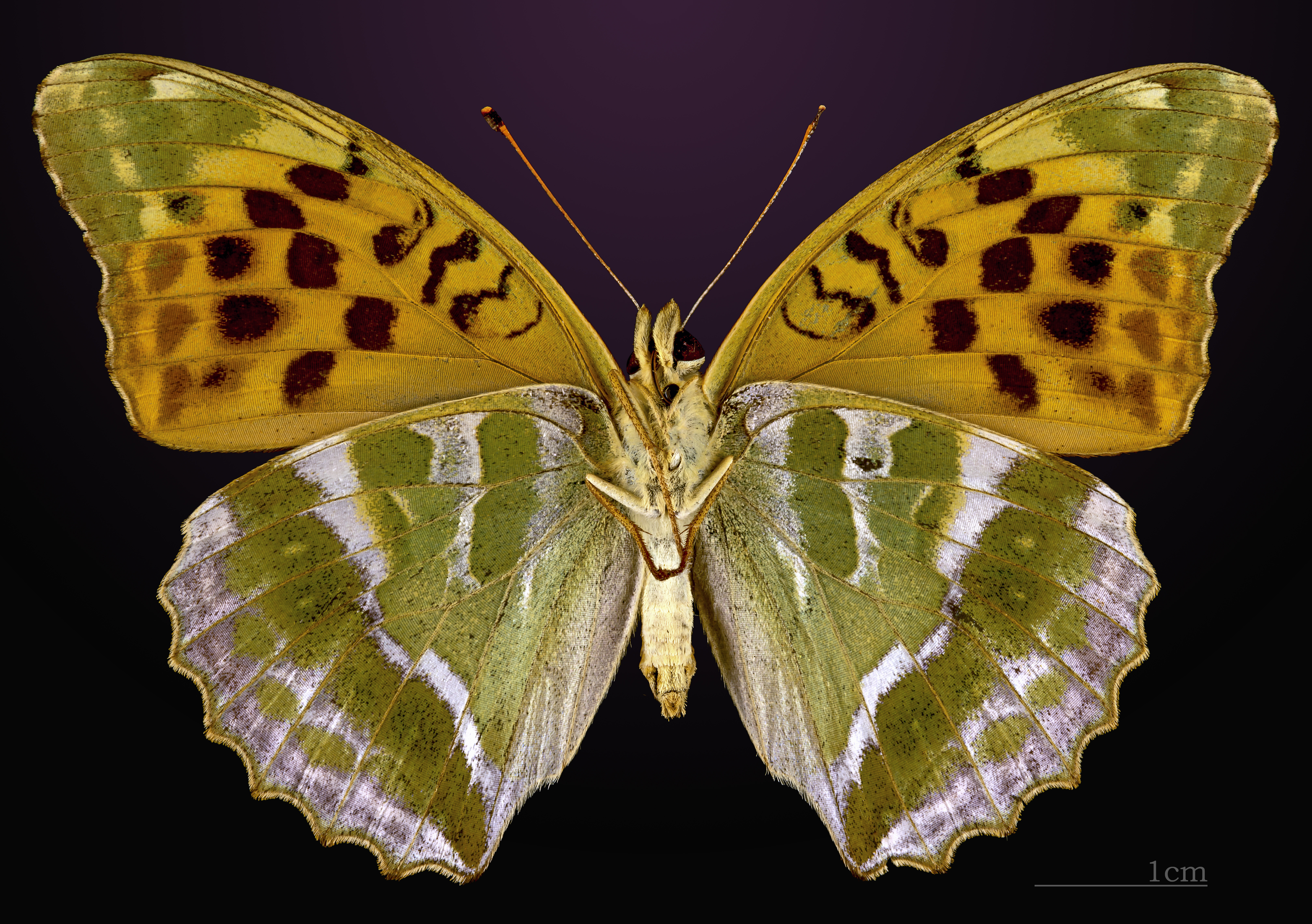
△ ♀

Dotata di una apertura alare di circa 54–70 mm, è facilmente riconoscibile per il colore arancione scuro delle proprie ali che presentano un disegno a righe e a punti neri.

## Distribuzione e habitat
Particolarmente diffusa in Europa e nelle zone dell'Africa settentrionale a clima più mite.
Predilige le boscaglie decidue, comunque in posizioni ben illuminate e soleggiate, anche se può essere rinvenuta, più raramente, nei boschi di conifere.

## Conservazione
Specie in declino particolarmente negli anni '70 e '80, sembra ora in fase di ripresa.

## Galleria d'immagini

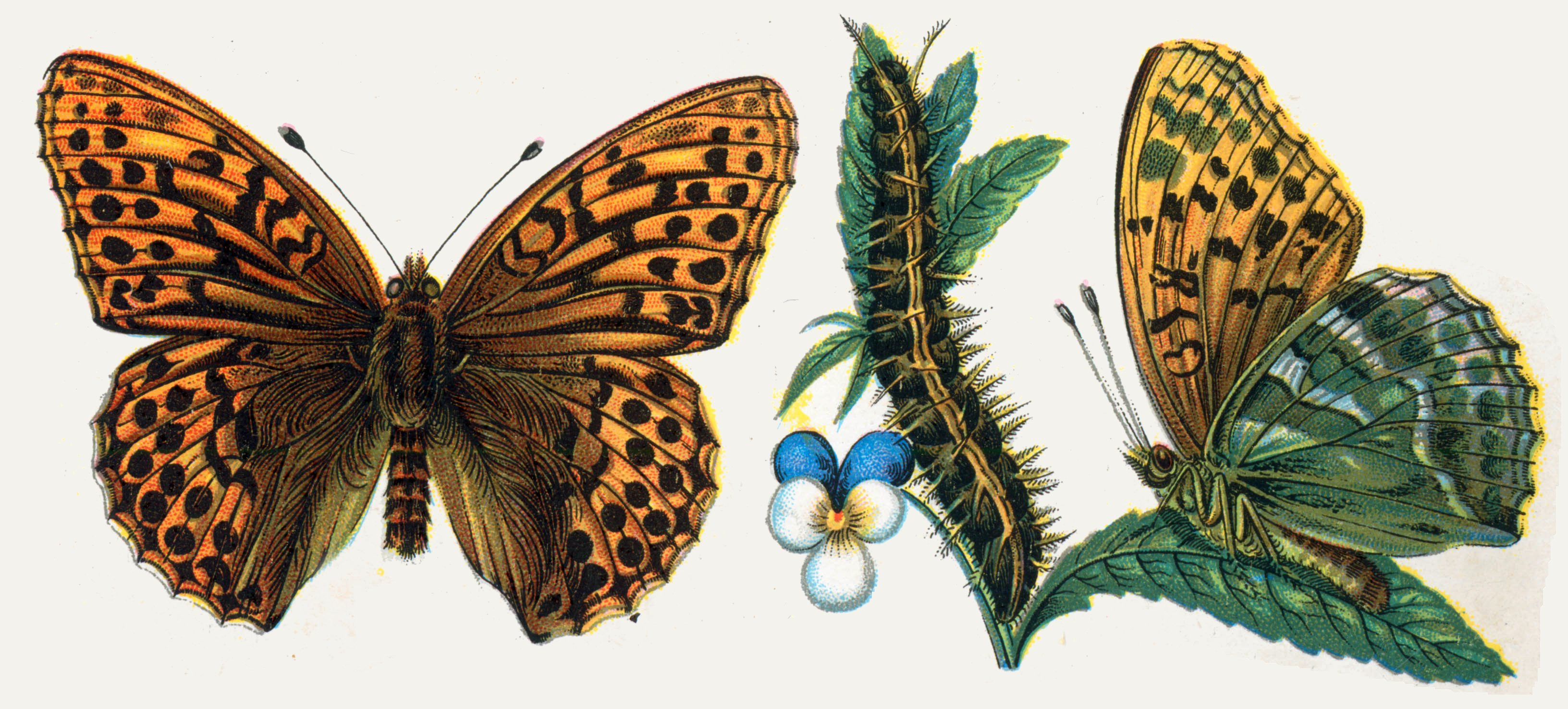
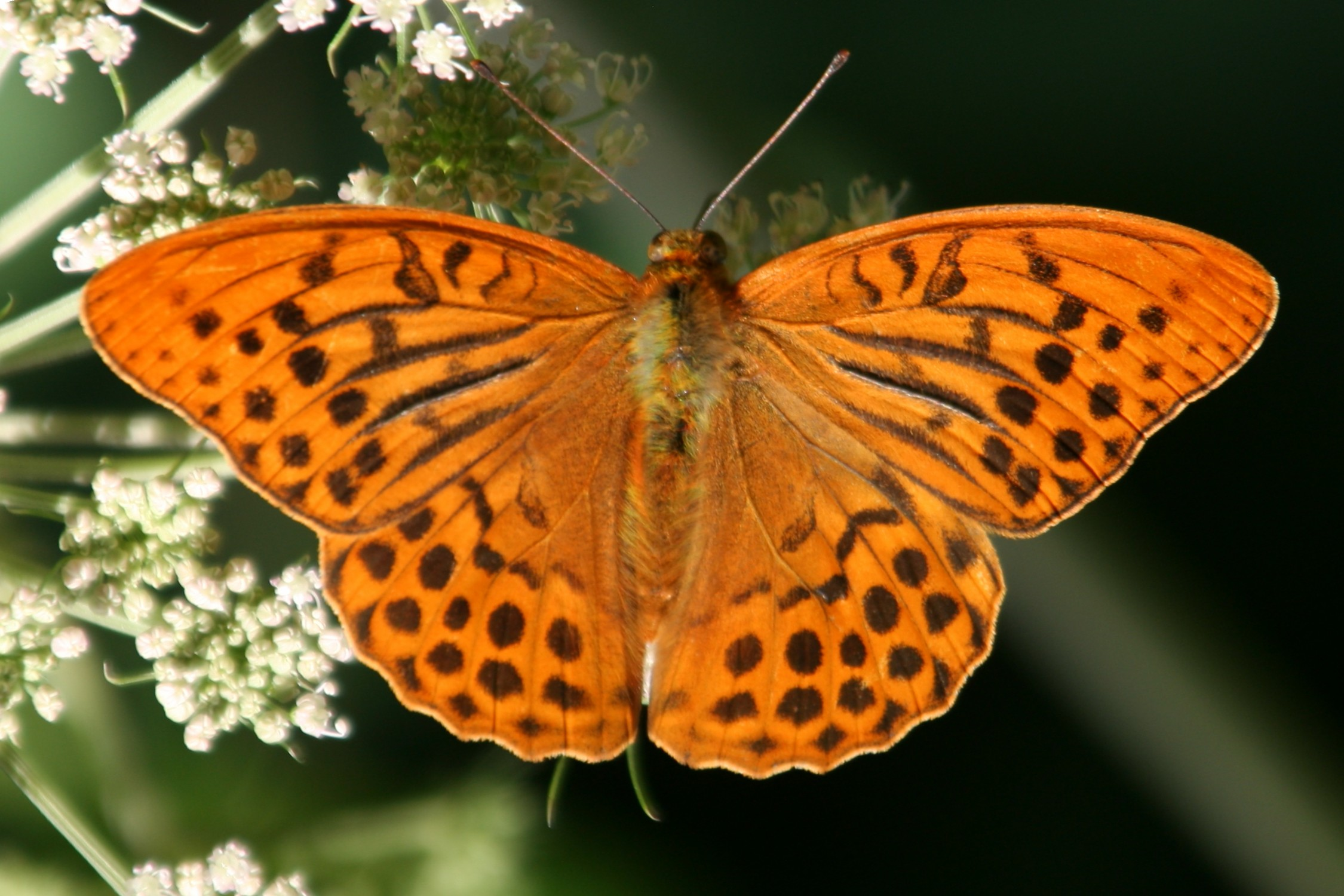
Maschio di Argynnis paphia